# 郑文 (三国演义)
鄭文，是《三国演义》中的虚构人物，曹魏偏将軍，司馬懿属下。
司馬懿命他假称不满同僚秦朗，诈降蜀漢諸葛亮。鄭文斬杀假秦朗（秦朗之弟秦明），向诸葛亮表明真心。被諸葛亮识破，将他拿下。鄭文哭泣乞命求饶，諸葛亮命他写信给司馬懿，让司马懿来劫营。司馬懿以秦朗为先鋒攻打蜀軍，遭伏兵，秦朗阵亡，司馬懿退却。諸葛亮得胜回寨，命将郑文斩了。
李贽看不上这段故事：“《三国志通俗演义》决是不识字市井小人编纂，毋论其他，即郑文投降一事，三岁小儿亦不为此，而司马仲达为之乎，三岁小儿亦自晓得，而诸葛孔明识此又何足为奇乎，读至此，深为罗贯中不平也，无知小人，托名误事，每每如此，可恨可恨！”